# Hanan Bytinski-Salz
Hanan Bytinski-Salz, även Hans Bytinski-Salz, (hebreiska: חנן ביטינסקי-זלץ), född 24 juni 1903 i Karlsruhe, Tyskland, död 25 oktober 1986, var en israelisk entomolog och lepidopterolog.
Auktorsnamnet Bytinski-Salz kan användas för Hanan Bytinski-Salz i samband med ett vetenskapligt namn inom zoologin; se Wikipedia-artiklar som länkar till auktorsnamnet.